# نسبت قیمت به درآمد
نسبت قیمت به درآمد (به انگلیسی: price-to-earnings ratio) یا نسبت P/E (به انگلیسی: P/E ratio) که نسبت قیمت به درآمد هر سهم می‌باشد، یکی از ابزارهای مهم برای ارزش‌گذاری سهام شرکت‌ها است. این نسبت به صورت نسبت قیمت بازار برحسب سهمی که بر درآمد سالیانه هر سهم تقسیم شده، به دست می‌آید:
سود هر سهم / قیمت هر سهم = P/E
نسبت قیمت به درآمد سهم بیانگر آن است که قیمت سهام شرکت، چند برابر میزان سود نقدی که شرکت به هر سهم خود تخصیص می‌دهد. به عبارت دیگر، این نسبت نشان می‌دهد که آیا قیمت سهام به نسبت سودی که بین سهامدارانش توزیع می‌کند، ارزش دارد.
سرمایه‌گذاران بازار سرمایه معمولاً از P/E به عنوان ابزار نمایش ارزش شرکت یاد می‌کنند. این نسبت، رایج‌ترین نسبتی است که در بازار سرمایه، برای سرمایه‌گذاران دوراندیش دارای اهمیت بسیار زیاد می‌باشد. علت محبوبیت این نسبت، توانایی آن در بیان ارزش بازار و سود هر سهم به زبان یک عدد ریاضی است. هدف این نسبت بیان رابطه قیمتی می‌باشد که یک سرمایه‌گذار بر اساس چشم‌انداز آینده شرکت، برای سود پیش‌بینی شدهٔ هر سهم می‌پردازد و انتظار دارد تا به بهره‌وری برسد.

## مزایا
نسبت P/E منعکس‌کننده عقیده بازار دربارهٔ یک شرکت است و معمولاً نسبت P/E شرکت‌های خوب و روبه رشد، پایین تر است. مقدار پایین این نسبت نشان‌دهنده خوش‌بینی به بازگشت سریعتر سرمایه از طریق دریافت سود هر سهم که منعکس کننده رشد امیدوار کننده شرکت است.زمانی که  P/E بالا باشد یا شرکت به جای سوددهی ضرر دهی کند که با مقدار P/E منفی نمایش داده میشود بیانگر عدم وجود شرایط اطمینان به سهم شرکت و قابلیت بازگشت سرمایه و سودآوری آن تلقی می‌شود.
همچنین P/E را میتوان در قیاس با نرخ بهره بانکی برای پیش بینی ارزش ریسک پذیری در سرمایه گذاری شرکت مورد نظر به کار برد؛ چرا که P/E با فرض ثابت ماندن در طی سال های متمادی نشانگر این است که ظرف چه مدت سرمایه گذار سودی معادل کل سرمایه گذاری خود در سهم مورد نظر به دست خواهد آورد. به عنوان مثال اگر P/E شرکتی ۸ باشد نتیجه گیری میشود که ظرف هشت سال سرمایه گذار به سود برابر با ارزش سهم خریداری شده میرسد. حال اگر نرخ بهره بانکی ۲۰ درصد سالیانه باشد سپرده بانکی در پنج سال به سرمایه گذار سودی برابر سرمایه اولیه میدهد. در چنین شرایطی اگر P/E سهامی بیشتر از پنج باشد (با فرض ثابت ماندن P/E و ارزش سهام) پیش‌بینی بازگشت سرمایه ای     کمتر از نرخ بهره بانکی خواهد داشت.
نسبت P/E همچنین نشان‌دهندهٔ سطح ریسک یک سهم است و هر چه بالاتر باشد، ریسک سهم هم بالاتر خواهد بود و در صورت منفی شدن بازار تمایل به فروش سهام با P/E بالا نسبت به سایر سهام افزایش می‌یابد. هنگامی که شرکت‌ها دوره رشد خود را پشت سر می‌گذارند سود آن‌ها تثبیت و نسبت P/E آن‌ها تعدیل می‌شود.